# 줄리 베넷
줄리 베넷(Julie Bennett, 1932년 1월 24일 ~ 2020년 3월 31일)는 미국의 배우, 탤런트 에이전트(talent agent), 부동산 중개인(realtor)이다. 2020년 3월 31일 코로나19에 의한 합병증으로 사망했다.

## 영화
- 굿 훼밀리 (1990년)
- 대피 덕스 꽥버스터스 (1988년)
- 고리아스 어웨이트 (1981년) - 실비아 킹 역
- 제12순찰대 (1968년)
- 사건비화 (1967년)
- 킹콩의 역습 (1967년)
- 타이거 릴리 (1966년)
- 겟 스마트 (1965년)
- 벅스 버니 단편 - 트랜실바니아 6-5000 (1963년)
- 나의 사랑 뮤제트 (1962년)